# RMK
RMK，日本知名化妝品品牌之一，創辦人為rumiko，化粧品風格以輕薄為主，粉底類產品均以輕薄透亮為主流，眼妝產品中又以「銀幻眼影」系列中的#11號，俗稱小星星最為有名，2007年推出金色版的銀幻眼影